# (32051) Sadhikamalladi
2000 JF37 (asteroide 32051) é um asteroide da cintura principal. Possui uma excentricidade de 0.12159660 e uma inclinação de 5.77454º.
Este asteroide foi descoberto no dia 7 de maio de 2000 por LINEAR em Socorro.